# Peter Bogdanovich
Peter Bogdanovich (Kingston (New York), 30 juli 1939 – Los Angeles, 6 januari 2022) was een Amerikaans filmregisseur, schrijver en acteur.

## Levensloop
Peter Bogdanovich was de zoon van Amerikaanse immigranten die op vlucht waren voor het nazisme. Zijn vader was een Servisch schilder en pianist, zijn moeder afkomstig uit een rijke Oostenrijks-Joodse familie.
In de jaren 50 was hij acteur. Daarna vertoonde hij zelf films en schreef erover. Bodganovich begon zijn loopbaan bij Roger Corman. In 1968 werd hij regisseur. Targets was zijn goed ontvangen debuutfilm, die ging over een psychopathische scherpschutter die wordt uitgeschakeld door een horrorster aan het eind van zijn carrière. Vooral zijn films in de eerste helft van de jaren 1970 vielen op. In 1971 verscheen zijn bekendste film, The Last Picture Show, die acht Oscarnominaties kreeg en twee Oscars won. De komedie What's Up, Doc? (1972) met Barbra Streisand was succesvol. Paper Moon (1973) leverde de 9-jarige Tatum O'Neal een Oscar op.
Bogdanovich was onder andere samen met actrice Cybill Shepherd, die ook in sommige van zijn films speelde, en met Playboy-model Dorothy Stratten, die vermoord werd. Hij overleed op 82-jarige leeftijd.

## Acteur
Bogdanovich speelde o.a. de rol van Dr Elliot Kupferberg in The Sopranos.

## Filmografie
- 1968: Targets
- 1968: Voyage to the Planet of Prehistoric Women
- 1971: The Last Picture Show
- 1972: What's Up, Doc?
- 1973: Paper Moon
- 1974: Daisy Miller
- 1975: At Long Last Love
- 1976: Nickelodeon
- 1979: Saint Jack
- 1981: They All Laughed
- 1985: Mask
- 1988: Illegally Yours
- 1990: Texasville
- 1992: Noises Off
- 1993: The Thing Called Love
- 2001: The Cat's Meow
- 2014: She's Funny That Way

- Bibsys: 90180946
- Biblioteca Nacional de Chile: 000095227
- Biblioteca Nacional de España: XX1724857
- Bibliothèque nationale de France: cb12105087q (data)
- Catàleg d'autoritats de noms i títols de Catalunya: 981058617841606706
- CiNii: DA06303093
- Gemeinsame Normdatei: 119031558
- International Standard Name Identifier: 0000 0001 1028 536X
- Library of Congress Control Number: n50010090
- Nationale Bibliotheek van Letland: 000045112
- Bibliotheek van het Japanse parlement: 00463458
- Nationale Bibliotheek van Tsjechië: jn20000600923
- Nationale bibliotheek van Australië: 35019874
- Nationale Bibliotheek van Israël: 987007463634405171
- Nationale Bibliotheek van Polen: a0000001625337
- Nederlandse Thesaurus van Auteursnamen: 070427089
- Istituto Centrale per il Catalogo Unico: RAVV021797
- LIBRIS: 246580
- SNAC: w679443m
- Système universitaire de documentation: 029419328
- Trove: 794167
- Union List of Artist Names: 500474628
- Virtual International Authority File: 66496669
- WorldCat: E39PBJfrJD93XDqbcRXqRYtHYP

Targets (1968) · The Last Picture Show (1971) · What's Up, Doc? (1972) · Paper Moon (1973) · Daisy Miller (1974) · At Long Last Love (1975) · Nickelodeon (1975) · Saint Jack (1979) · They All Laughed (1981) · Mask (1985) · Illegally Yours (1988) · Texasville (1990) · Noises Off (1992) · The Thing Called Love (1993) · The Cat's Meow (2001) · She's Funny That Way (2014)